# Trilha do Barão
Trilha do Barão é um histórico caminho situado nos municípios de Nova Friburgo e de Cachoeiras de Macacu, permitindo ao excursionista duas travessias pela Mata Atlântica, próximo a rios, córregos e cachoeiras, contornando o Pico da Caledônia.